# Braunschweiger Turn- und Sportverein Eintracht von 1895 1982-1983
Questa voce raccoglie le informazioni riguardanti il Braunschweiger Turn- und Sportverein Eintracht von 1895 nelle competizioni ufficiali della stagione 1982-1983.

## Stagione
Nella stagione 1982-1983 l'Eintracht Braunschweig, allenato da Uli Maslo e Heinz Patzig, concluse il campionato di Bundesliga al 15º posto. In Coppa di Germania l'Eintracht Braunschweig fu eliminato agli ottavi di finale dal Fortuna Colonia.

## Rosa
| N. |                     | Ruolo | Calciatore       |
| -- | ------------------- | ----- | ---------------- |
|    | Germania (bandiera) | P     | Bernd Franke     |
|    | Germania (bandiera) | P     | Waldemar Josef   |
|    | Svezia (bandiera)   | D     | Hasse Borg       |
|    | Germania (bandiera) | D     | Michael Geiger   |
|    | Germania (bandiera) | D     | Reiner Hollmann  |
|    | Germania (bandiera) | D     | Franz Merkhoffer |
|    | Germania (bandiera) | D     | Heiner Pahl      |
|    | Germania (bandiera) | D     | Peer Posipal     |
|    | Germania (bandiera) | C     | Matthias Bruns   |
|    | Germania (bandiera) | C     | Lars Ellmerich   |

| N. |                     | Ruolo | Calciatore          |
| -- | ------------------- | ----- | ------------------- |
|    | Germania (bandiera) | C     | Reinhard Kindermann |
|    | Germania (bandiera) | C     | Peter Lux           |
|    | Polonia (bandiera)  | C     | Jarosław Studzizba  |
|    | Germania (bandiera) | C     | Manfred Tripbacher  |
|    | Serbia (bandiera)   | C     | Ilija Zavišić       |
|    | Germania (bandiera) | A     | Frank Eggeling      |
|    | Germania (bandiera) | A     | Peter Geyer         |
|    | Germania (bandiera) | A     | Thomas Herbst       |
|    | Germania (bandiera) | A     | Günter Keute        |
|    | Germania (bandiera) | A     | Ronnie Worm         |

## Organigramma societario
Area tecnica
- Allenatore: Heinz Patzig
- Allenatore in seconda:
- Preparatore dei portieri:
- Preparatori atletici:

## Calciomercato

### Sessione estiva
| Acquisti | Acquisti       | Acquisti       | Acquisti |
| R.       | Nome           | da             | Modalità |
| -------- | -------------- | -------------- | -------- |
| A        | Frank Eggeling | Bochum         |          |
| C        | Lutz Eigendorf | Kaiserslautern |          |
| A        | Thomas Herbst  | Bayern Monaco  |          |
| P        | Waldemar Josef | Wolfsburg      |          |
| D        | Peer Posipal   | Amburgo II     |          |

| Cessioni | Cessioni        | Cessioni      | Cessioni |
| R.       | Nome            | a             | Modalità |
| -------- | --------------- | ------------- | -------- |
| D        | Wolfgang Grobe  | Bayern Monaco |          |
| P        | Uwe Hain        | Amburgo       |          |
| C        | Holger Trimhold | PAOK          |          |

### Sessione invernale
| Acquisti | Acquisti | Acquisti | Acquisti |
| R.       | Nome     | da       | Modalità |
| -------- | -------- | -------- | -------- |

| Cessioni | Cessioni | Cessioni | Cessioni |
| R.       | Nome     | a        | Modalità |
| -------- | -------- | -------- | -------- |

## Risultati

### Bundesliga

#### Girone di andata
| Arbitro: | Tritschler |

|                          |           |                            |
| Bruns 61’ Tripbacher 73’ | Marcatori | 69’ Zimmermann 77’ Fischer |

| Arbitro: | Gabor |

|                            |           |  |
| Grillemeier 16’ Lienen 56’ | Marcatori |  |

| Arbitro: | Klauser |

|          |           |                |
| Borg 21’ | Marcatori | 52’ Eilenfeldt |

| Arbitro: | Ahlenfelder |

|  |           |           |
|  | Marcatori | 84’ Keute |

| Braunschweig 11 settembre 1982, ore 15:30 CEST 5ª giornata | Eintracht Braunschweig | 0 – 0 referto | Borussia Dortmund | Stadion an der Hamburger Straße (19 000 spett.)\| Arbitro: \| Engel \| |
| Arbitro:                                                   | Engel                  |               |                   |                                                                        |

| Arbitro: | Clajus |

|  |           |                       |
|  | Marcatori | 48’ Keute 65’ Zavišić |

| Arbitro: | Schmidhuber |

|             |           |             |
| Zavišić 14’ | Marcatori | 66’ Drexler |

| Arbitro: | Wippker |

|            |           |           |
| Hoeneß 28’ | Marcatori | 66’ Keute |

| Arbitro: | Pauly |

|                                   |           |                       |
| Tripbacher 9’ Hollmann 55’ (rig.) | Marcatori | 30’ Stocker 79’ Trunk |

| Arbitro: | Uhlig |

|                                                       |           |  |
| Jakobs 24’ Milewski 39’ Kaltz 73’ (rig.) Hrubesch 81’ | Marcatori |  |

| Arbitro: | Retzmann |

|                            |           |           |
| Zavišić 50’ Keute 62’, 66’ | Marcatori | 48’ Meier |

| Arbitro: | Ermer |

|                                    |           |  |
| Schäffer 6’ Mohren 45’ Brandts 81’ | Marcatori |  |

| Arbitro: | Theobald |

|                         |           |            |
| Studzizba 35’ Bruns 37’ | Marcatori | 74’ Dusend |

| Arbitro: | Wahmann |

|                                        |           |  |
| Kempe 32’ Reichert 54’ Kelsch 85’, 89’ | Marcatori |  |

| Arbitro: | Huster |

|                                  |           |             |
| Trenkel 37’ Bold 38’ Hagmayr 78’ | Marcatori | 12’ Zavišić |

| Arbitro: | Assenmacher |

|                |           |  |
| Merkhoffer 10’ | Marcatori |  |

| Arbitro: | Messmer |

|            |           |  |
| Økland 28’ | Marcatori |  |

#### Girone di ritorno
| Arbitro: | Brückner |

|                                       |           |            |
| Zimmermann 38’ Allofs 48’ Willmer 60’ | Marcatori | 71’ Geiger |

| Arbitro: | Walz |

|                                          |           |  |
| Eigendorf 2’ (rig.), 76’ (rig.) Worm 52’ | Marcatori |  |

| Arbitro: | Eschweiler |

|                                    |           |                         |
| Briegel 34’ Nilsson 38’ Brehme 69’ | Marcatori | 18’ Studzizba 48’ Keute |

| Arbitro: | Niebergall |

|          |           |  |
| Worm 45’ | Marcatori |  |

| Arbitro: | Neuner |

|                                      |           |                     |
| Keser 10’ Rüssmann 32’ Abramczik 81’ | Marcatori | 7’ Geyer 82’ Geiger |

| Arbitro: | Brehm |

|  |           |                        |
|  | Marcatori | 69’ Schreier 73’ Pater |

| Arbitro: | Engel |

|                                 |           |                                |
| Bittcher 44’ Abel 65’ Opitz 79’ | Marcatori | 21’, 67’ Herbst 63’ Merkhoffer |

| Arbitro: | Uhlig |

|          |           |                |
| Worm 26’ | Marcatori | 17’ Rummenigge |

| Norimberga 26 marzo 1983, ore 15:30 CET 26ª giornata | Norimberga | 0 – 0 referto | Eintracht Braunschweig | Städtisches Stadion (10 500 spett.)\| Arbitro: \| Risse \| |
| Arbitro:                                             | Risse      |               |                        |                                                            |

| Arbitro: | Föckler |

|                   |           |                                              |
| Worm 11’ Borg 84’ | Marcatori | 10’ (aut.) Borg 28’ Jakobs 31’, 76’ Hrubesch |

| Arbitro: | Wippker |

|                                                               |           |  |
| Reinders 15’, 28’ (rig.) Schaaf 21’ Sidka 57’ Völler 74’, 79’ | Marcatori |  |

| Braunschweig 30 aprile 1983, ore 15:30 CEST 29ª giornata | Eintracht Braunschweig | 0 – 0 referto | Borussia M'gladbach | Stadion an der Hamburger Straße (13 677 spett.)\| Arbitro: \| Messmer \| |
| Arbitro:                                                 | Messmer                |               |                     |                                                                          |

| Arbitro: | Tritschler |

|                                                    |           |  |
| Ormslev 40’ Fach 50’ Eðvaldsson 52’, 87’ Gores 90’ | Marcatori |  |

| Arbitro: | Stäglich |

|            |           |                         |
| Herbst 10’ | Marcatori | 47’ Reichert 75’ Kelsch |

| Arbitro: | Hontheim |

|                                                           |           |          |
| Bruns 26’ Geiger 55’ Zavišić 66’ Keute 78’ Kindermann 89’ | Marcatori | 21’ Groß |

| Arbitro: | Osmers |

|                                   |           |                           |
| Schneider 3’ (rig.) Timme 7’, 61’ | Marcatori | 21’, 37’ Zavišić 38’ Worm |

| Arbitro: | Michel |

|           |           |                      |
| Geyer 31’ | Marcatori | 40’, 67’, 82’ Økland |

### Coppa di Germania
| Arbitro: | Wuttke |

|  |           |                                         |
|  | Marcatori | 36’ Merkhoffer 74’ Herbst 88’ Ellmerich |

| Arbitro: | Horeis |

|                              |           |  |
| Worm 32’ Hollmann 82’ (rig.) | Marcatori |  |

| Arbitro: | Neuner |

|          |           |                                    |
| Worm 62’ | Marcatori | 30’ Schatzschneider 57’ Zimmermann |

## Statistiche

### Statistiche di squadra
| Competizione      | Punti | In casa | In casa | In casa | In casa | In casa | In casa | In trasferta | In trasferta | In trasferta | In trasferta | In trasferta | In trasferta | Totale | Totale | Totale | Totale | Totale | Totale | DR  |
| Competizione      | Punti | G       | V       | N       | P       | Gf      | Gs      | G            | V            | N            | P            | Gf           | Gs           | G      | V      | N      | P      | Gf     | Gs     | DR  |
| ----------------- | ----- | ------- | ------- | ------- | ------- | ------- | ------- | ------------ | ------------ | ------------ | ------------ | ------------ | ------------ | ------ | ------ | ------ | ------ | ------ | ------ | --- |
| Bundesliga        | 27    | 17      | 6       | 7       | 4       | 26      | 21      | 17           | 2            | 4            | 11           | 16           | 44           | 34     | 8      | 11     | 15     | 42     | 65     | -23 |
| Coppa di Germania | -     | 2       | 1       | 0       | 1       | 3       | 2       | 1            | 1            | 0            | 0            | 3            | 0            | 3      | 2      | 0      | 1      | 6      | 2      | +4  |
| Totale            | 27    | 19      | 7       | 7       | 5       | 29      | 23      | 18           | 3            | 4            | 11           | 19           | 44           | 37     | 10     | 11     | 16     | 48     | 67     | -19 |

### Andamento in campionato
| Giornata  | 1 | 2  | 3  | 4 | 5 | 6 | 7 | 8 | 9 | 10 | 11 | 12 | 13 | 14 | 15 | 16 | 17 | 18 | 19 | 20 | 21 | 22 | 23 | 24 | 25 | 26 | 27 | 28 | 29 | 30 | 31 | 32 | 33 | 34 |
| --------- | - | -- | -- | - | - | - | - | - | - | -- | -- | -- | -- | -- | -- | -- | -- | -- | -- | -- | -- | -- | -- | -- | -- | -- | -- | -- | -- | -- | -- | -- | -- | -- |
| Luogo     | C | T  | C  | T | C | T | C | T | C | T  | C  | T  | C  | T  | T  | C  | T  | T  | C  | T  | C  | T  | C  | T  | C  | T  | C  | T  | C  | T  | C  | C  | T  | C  |
| Risultato | N | P  | N  | V | N | V | N | N | N | P  | V  | P  | V  | P  | P  | V  | P  | P  | V  | P  | V  | P  | P  | N  | N  | N  | P  | P  | N  | P  | P  | V  | N  | P  |
| Posizione | 6 | 14 | 13 | 9 | 9 | 7 | 8 | 8 | 8 | 10 | 8  | 10 | 9  | 10 | 10 | 9  | 10 | 9  | 8  | 9  | 8  | 8  | 12 | 10 | 11 | 10 | 13 | 13 | 12 | 14 | 15 | 13 | 13 | 15 |

Legenda:

Luogo: C = Casa; T = Trasferta. Risultato: V = Vittoria; N = Pareggio; P = Sconfitta.

### Statistiche dei giocatori
| Giocatore     | Bundesliga | Bundesliga | Bundesliga  | Bundesliga | Coppa di Germania | Coppa di Germania | Coppa di Germania | Coppa di Germania | Totale   | Totale | Totale      | Totale     |
| Giocatore     | Presenze   | Reti       | Ammonizioni | Espulsioni | Presenze          | Reti              | Ammonizioni       | Espulsioni        | Presenze | Reti   | Ammonizioni | Espulsioni |
| ------------- | ---------- | ---------- | ----------- | ---------- | ----------------- | ----------------- | ----------------- | ----------------- | -------- | ------ | ----------- | ---------- |
| H. Borg       | 29         | 2          | 3           | 0          | 2                 | 0                 | 0                 | 0                 | 31       | 2      | 3           | 0          |
| M. Bruns      | 28         | 3          | 0           | 0          | 3                 | 0                 | 0                 | 0                 | 31       | 3      | 0           | 0          |
| F. Eggeling   | 5          | 0          | 1           | 0          | 1                 | 0                 | 0                 | 0                 | 6        | 0      | 1           | 0          |
| L. Eigendorf  | 8          | 2          | 3           | 0          | 1                 | 0                 | 0                 | 0                 | 9        | 2      | 3           | 0          |
| L. Ellmerich  | 7          | 0          | 1           | 0          | 1                 | 1                 | 0                 | 0                 | 8        | 1      | 1           | 0          |
| B. Franke     | 31         | 0          | 1           | 0          | 3                 | 0                 | 0                 | 0                 | 34       | 0      | 1           | 0          |
| M. Geiger     | 34         | 3          | 1           | 0          | 3                 | 0                 | 0                 | 0                 | 37       | 3      | 1           | 0          |
| P. Geyer      | 18         | 2          | 1           | 0          | 0                 | 0                 | 0                 | 0                 | 18       | 2      | 1           | 0          |
| T. Herbst     | 17         | 3          | 0           | 0          | 2                 | 1                 | 0                 | 0                 | 19       | 4      | 0           | 0          |
| R. Hollmann   | 29         | 1          | 3           | 0          | 3                 | 1                 | 1                 | 0                 | 32       | 2      | 4           | 0          |
| W. Josef      | 3          | 0          | 0           | 0          | 0                 | 0                 | 0                 | 0                 | 3        | 0      | 0           | 0          |
| G. Keute      | 26         | 7          | 0           | 0          | 1                 | 0                 | 0                 | 0                 | 27       | 7      | 0           | 0          |
| R. Kindermann | 15         | 1          | 0           | 0          | 0                 | 0                 | 0                 | 0                 | 15       | 1      | 0           | 0          |
| P. Lux        | 14         | 0          | 3           | 0          | 0                 | 0                 | 0                 | 0                 | 14       | 0      | 3           | 0          |
| F. Merkhoffer | 32         | 2          | 1           | 0          | 3                 | 1                 | 0                 | 0                 | 35       | 3      | 1           | 0          |
| H. Pahl       | 17         | 0          | 4           | 0          | 3                 | 0                 | 1                 | 0                 | 20       | 0      | 5           | 0          |
| P. Posipal    | 3          | 0          | 1           | 0          | 0                 | 0                 | 0                 | 0                 | 3        | 0      | 1           | 0          |
| J. Studzizba  | 22         | 2          | 0           | 0          | 1                 | 0                 | 0                 | 0                 | 23       | 2      | 0           | 0          |
| M. Tripbacher | 34         | 2          | 0           | 0          | 3                 | 0                 | 0                 | 0                 | 37       | 2      | 0           | 0          |
| R. Worm       | 25         | 5          | 0           | 0          | 2                 | 2                 | 0                 | 0                 | 27       | 7      | 0           | 0          |
| I. Zavišić    | 21         | 7          | 2           | 0          | 3                 | 0                 | 1                 | 0                 | 24       | 7      | 3           | 0          |